# 芽

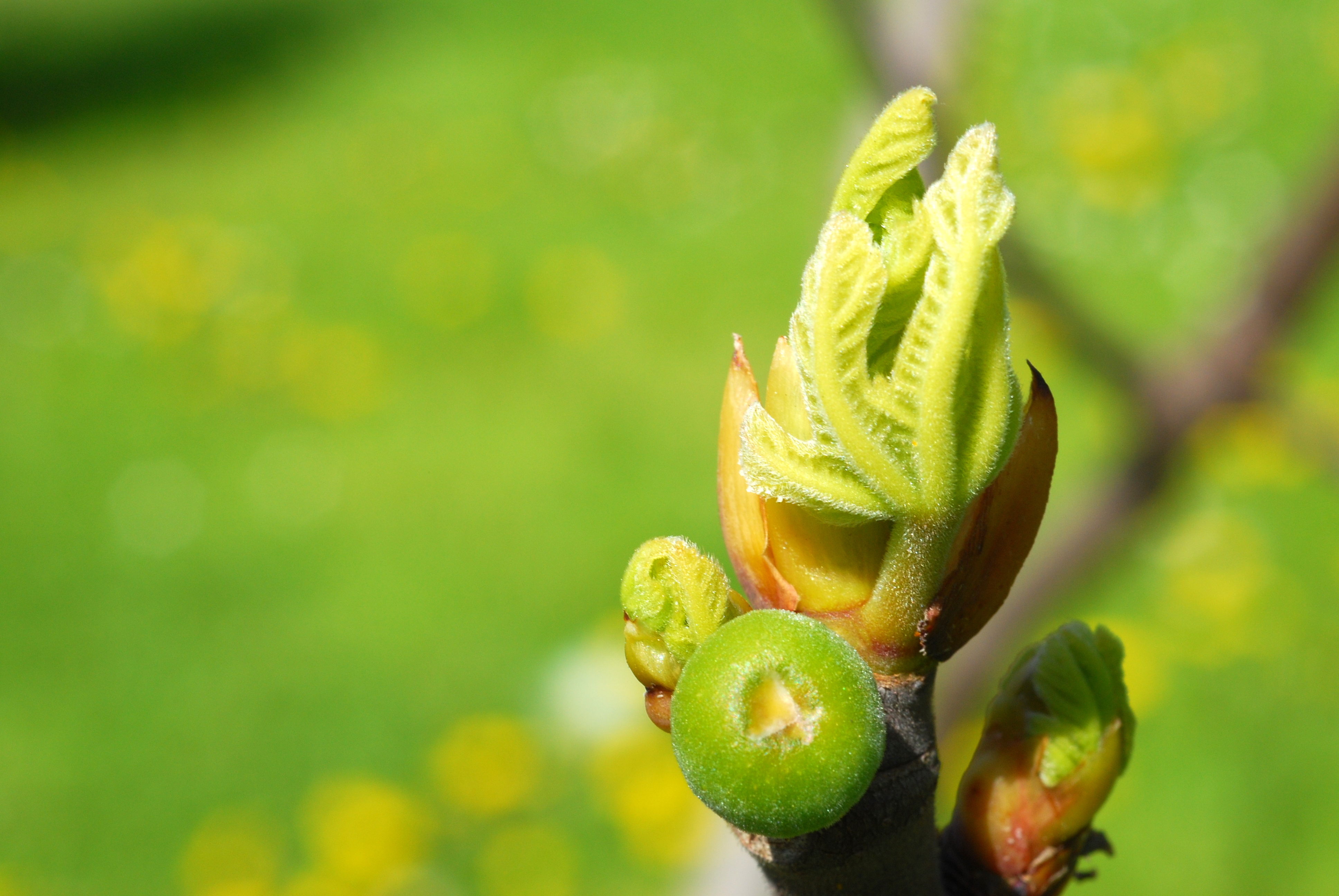
無花果的芽

芽是植物新生長的部位（幼体），可发育成茎、枝、叶、花；包括種子發芽（胚芽）、莖頂芽、葉腋芽、不定芽等等。芽形成后，可在休眠状态下保持不变一段时间，或可立即形成苗或枝梢。

## 分類

各種類型的芽

芽依所在位置分為頂芽、腋芽和不定芽。因為每片葉子都有一個腋芽，腋芽的分佈如同葉序，可以分為互生、對生和輪生。
芽可能長能新的營養枝、花序、或一朵花。在植物學上，花苞可以視為一種特化的芽，在英語裡芽和花苞也都稱為 bud，但在中文裡「花芽」通常專指發育初期的花苞。
在非生長季时，某些植物的芽外面有芽鱗保護，尤其用以抗寒以利翌年春季发育。在生長季時，芽鱗脫落，在枝條上形成芽鱗痕。因為每年都會發生，根據芽鱗痕的數量可以判斷枝條的年齡。有些植物沒有芽鱗，而是用絨毛保護，也有些植物的芽直接裸露。

### 種芽
種芽是指種子剛發芽時長的幼苗，最先長出來的是在子葉以下的胚軸，子葉以上則稱為上胚軸。

## 生理
芽的中心有分生組織，是形成新細胞的部位。
許多芽會休眠，特別是受生長季限制的木本植物的芽會在冬天休眠，除此之外，許多植物因為生長素造成的頂芽優勢，腋芽平常也是在休眠狀態，若將頂芽摘除（又稱為摘心），則腋芽就會開始生長，是重要的農業技術。有些植物如芒萁則相反，頂芽休眠，腋芽生長，形成假二叉分枝的型態。大多數種子在成熟、脫離母體後，在適當的溼度和溫度下才會發芽，但有些胎生植物的種子還在母體上就會發芽。
許多植物的不定芽可以透過營養器官繁殖成為獨立的植株。

## 人類利用

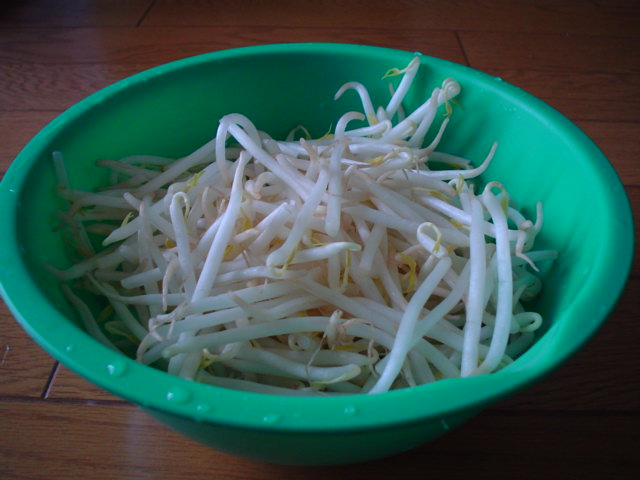
綠豆芽

許多植物的芽可以食用。許多結成球狀的蔬菜都是芽，例如結球甘藍吃的就是其頂芽、抱子甘藍則是其腋芽。有些野菜因為成熟的莖葉較粗硬或苦澀，所以主要取嫩芽食用，例如鲁菜涼拌柳芽。茶葉常取頂芽和附近的葉片製作，稱為一心一葉、一心二葉等。
葉菜類、豆類和穀物的種芽大多可以作為芽菜食用，例如豆芽、苜蓿芽、小麥草、蘿蔔芽等。在發芽時，原先儲存在種子內的蛋白質、脂質、澱粉等轉換成較小的氨基酸、脂肪酸、和各種醣類，因此種芽的營養成份通常比種子更高。然而，因為種子發芽的高溫高溼環境也適合許多微生物，因此芽菜類常較容易被大腸桿菌等有害病菌汙染，例如2011年O104:H4型大腸桿菌疫情。